# Pycnopeziza sympodialis
Pycnopeziza sympodialis är en svampart som beskrevs av W.L. White & Whetzel 1938. Pycnopeziza sympodialis ingår i släktet Pycnopeziza och familjen Sclerotiniaceae.  Arten är reproducerande i Sverige. Inga underarter finns listade i Catalogue of Life.